# J. Ordelman
J. (Jan) Ordelman (Groenlo, ca. 1931) is een Nederlands politicus van de CHU en later het CDA.
Hij was commies eerste klasse bij de gemeentesecretarie van Oldenzaal voor hij in juli 1965 benoemd werd tot burgemeester van Heerjansdam. In oktober 1978 volgde zijn benoeming tot burgemeester van Ruurlo. Hij ging daar begin 1996 met pensioen.